# Fannie Merritt Farmer

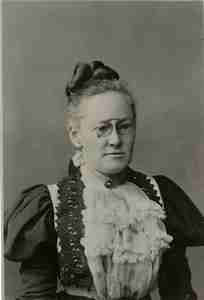
Fannie Merritt Farmer (um 1900) – US-amerikanische Gastronomin und Erzieherin

Fannie Merritt Farmer (* 23. März 1857 in Boston, Massachusetts; † 15. Januar 1915 ebenda) war eine US-amerikanische Gastronomin und Erzieherin.

## Leben
Die Eltern von Fannie Farmer glaubten an die Erziehung für Mädchen, daher konnte sie die Medford High School besuchen. Im Alter von 16 Jahren erlitt sie einen Schlaganfall, weshalb sie nicht mehr laufen konnte. Farmer begann sich als Helferin ihrer Mutter für die Kochkunst zu interessieren und schon bald entwickelte sich dort ein Boardinghouse, das für sein gutes Essen bekannt war.
Sie erlernte das Laufen wieder und schrieb sich 1887 an der Boston Cooking School als Schülerin ein. Die Boston Cooking-School war eine Einrichtung, die es Frauen ermöglichen sollte, nach einem zweijährigen Lehrgang als professionelle Hauswirtschaftlerin zu arbeiten. Zum Lehrplan gehörten daher neben Kochen auch Haushaltsführung, Ernährungslehre, Hygiene etc. Leiterin der Schule war von 1879 bis 1885 Mary Johnson Lincoln.
Nach Abschluss ihres Lehrgangs begann Farmer selbst als Lehrerin an dieser Schule zu arbeiten, wurde dort 1891 Direktorin und stand in dem Ruf, Rezepte so lange zu testen, bis sie eine exakte Vorstellung von Kochzeit und Dosierung der Zugaben hatte. Sie gilt als eine der ersten Vertreterinnen der Auffassung, dass Kochen sowohl Kunst als auch Wissenschaft sei. In ihrem 1896 auf eigene Kosten veröffentlichten Buch Boston Cooking School begann jedes Kochrezept mit einer genauen Liste der Zutaten und zum ersten Mal genauen Maßangaben. Es unterschied sich damit grundlegend von den zuvor in den USA veröffentlichten Kochbüchern, die in wenigen Absätzen nur eine vage Idee des zu kochenden Rezeptes vermittelten und darauf bauten, dass der Leser die dafür notwendigen Kochkenntnisse besaß. In diesem Buch ist zudem das erste dokumentierte Rezept für Haferflocken-Rosinen-Kekse zu finden. Gemäß ihrer Ausbildung enthielt das Buch mehr als nur Rezepte, man fand Hinweise zur Haushaltsführung oder wie man ein Feuer macht etc., insbesondere ihr wissenschaftlicher Ansatz war völlig neu.
Die erste Auflage von 1896 hatte sie selbst finanziert. Es umfasste 3000 Bände und war schnell ausverkauft und erlebte zahlreiche Neuauflagen. Bis 1915 wurden 4 Millionen Exemplare verkauft. Das auf sie zurückgehende Kochbuch wird heute als The Fannie Farmer Cookbook veröffentlicht und ist immer noch ein Standardwerk der US-amerikanischen Küche. Da sie sich selbst finanziert hatte, blieb das Copyright des Buches bei ihr und machten sie zu einer reichen Frau.
Im Jahr 1902 gründete sie ihre eigene Schule: Miss Farmer’s School of Cookery. Sie verstand sich nicht als Konkurrenz zur Boston Cooking School, sondern als Schule für Hausfrauen. Die Schule bestand bis 1944.

## Werke
- Boston Cooking School, 1896, später als The Fannie Farmer Cookbook